# Cocconotus vittagenae
Cocconotus vittagenae är en insektsart som beskrevs av Bruner, L. 1915. Cocconotus vittagenae ingår i släktet Cocconotus och familjen vårtbitare. Inga underarter finns listade i Catalogue of Life.